# Hans Konrad Röthel
Hans Konrad Röthel (auch Roethel, * 12. Juli 1909 in Hamburg; † 17. Februar 1982 in Princeton (New Jersey)) war ein deutscher Kunsthistoriker. Von 1956 bis 1971 war er Direktor der Städtischen Galerie im Lenbachhaus in München.

## Werdegang
Röthel studierte Kunstgeschichte an der Universität Hamburg, unter anderen bei Erwin Panofsky. 1936 wurde er bei Gustav Pauli in Hamburg promoviert.  Von 1937 bis 1941 assistierte er am St. Annen-Museum in Lübeck und arbeitete anschließend am Germanischen Nationalmuseum in Nürnberg. Nach dem Krieg wechselte er nach München und war bis 1949 Hauptkonservator am Central Collecting Point und anschließend Konservator an den Bayerischen Staatsgemäldesammlungen. 1946 war er Initiator und Mitbegründer des Zentralinstituts für Kunstgeschichte in München.
1951 hielt er sich durch ein Fulbright-Stipendium an amerikanischen Universitäten auf. Er besuchte auch seinen ehemaligen Lehrer Panofsky in Princeton, der sich an den Besuch in einem Brief an William S. Heckscher erinnerte: „We had a rather nice visit from little Röthel […]. He is still extremly nice and candid and has developed in a most enjoyable fashion.“

## Wirken
1960 und 1962 war Röthel Kommissar für den deutschen Pavillon auf der Biennale von Venedig, wo er unter anderen Willi Baumeister, HAP Grieshaber, Erich Heckel, Brigitte Matschinsky-Denninghoff und Emil Schumacher zeigte.
Röthel wurde 1956, als Nachfolger von Arthur Rümann, zum Direktor der Städtischen Galerie im Lenbachhaus in München berufen. Sein Interesse galt der klassischen Moderne, vor allem der Künstlergruppe Der Blaue Reiter. Er konnte 1957 mit der Gabriele-Münter-Stiftung die umfangreichste und bedeutendste Sammlung von Werken von Wassily Kandinsky für das Haus erwerben. Gleichzeitig veröffentlichte er eine Reihe von Publikationen über den Künstler, wie den Kritischen Katalog der Druckgraphik von 1970. Mitte 1971 trat Röthel nach andauernden Konflikten mit der Stadtverwaltung über die Finanzierung der Vergrößerung der Galerie vorzeitig in den Ruhestand. Sein Nachfolger wurde Michael Petzet.
Seit 1970 war Röthel Direktor des Blue Rider Trust in Princeton. Er starb 1982, nachdem er das Manuskript zum Katalog der Ölgemälde Kandinskys abgeschlossen hatte. Er war mit Elly Röthel (1911–2009) verheiratet, aus der Ehe gingen drei Kinder hervor.

## Kuratierte Ausstellungen
- 1960: Neue Malerei – Form, Struktur, Bedeutung
- 1961: Bernhard Hanfstaengel – Reiseerinnerungen in Zeichnungen und Aquarellen zum 50. Geburtstag

## Schriften
- Erwerbungen zeitgenössischer Malerei und Plastik. 1945–1950. Bayerische Staatsgemäldesammlung und Staatliche Graphische Sammlung, München, 1951
- Die Hansestädte Hamburg, Lübeck, Bremen. Prestel, München, 1955